# Petru George Spacu
Petru George Spacu (n. 6 iunie 1906 Charlottenburg, Germania—d. 30 martie 1995, București) a fost chimist român, profesor de chimie anorganică la Universitatea din București, membru titular al Academiei Române. A studiat formarea în soluție a unor amine omogene și eterogene și a cercetat amoniacații sărurilor simple și complexe, carbonilii metalici și a descoperit o nouă clasă de combinații complexe (di și tetracloroiodatominele). A elaborat numeroase metode analitice, chimice și fizico-chimice pentru dozarea unor elemente chimice, a compușilor organici și a unor produse farmaceutice.

## Biografie

### Începuturi
Petru Spacu a-a născut la 6 iunie 1906 la. Tatăl său a fost Gheorghe Spacu. Studiile preuniversitare le-a făcut la Cluj, fiind un absolvent al Liceului Gheorghe Barițiu. El a susținut examenul de bacalaureat pe data de 6 iulie 1925, având media 9,67. A urmat cursurile Facultății de Științe a Universității din Cluj (1925-1929), având ca profesori pe A. Ostrogovich, Gh. Spacu și I. Tănăsescu.
În anul 1929, după ce a obținut licența în chimie cu mențiunea cu distincție, a fost numit preparator, apoi asistent șef de lucrări la laboratorul de chimie anorganică. Cu o bursă acordată de guvernul francez a făcut studii de specializare la Universitatea din Paris între anii școlari 1934-1935 și 1935-1936, audiind o serie de cursuri speciale de chimie anorganică, chimie fizică și chimie generală. În același timp a efectuat mai multe lucrări originale în laboratorul de chimie generală al Universității Sorbona și la Institutul de Biologie Fizico-Chimică (Fundația Rothschild) sub conducerea profesorului dr. G. Urbain. În anul 1937 a făcut un stagiu de perfecționare la München, la Institutul Politehnic, sub conducerea profesorului W. Hieber, care l-a apreciat ca un „savant de viitor”. Teza de doctorat cu titlul „Contribuțiuni la studiul sărurilor complexe omogene și eterogene în soluții” a susținut-o la 16 ianuarie 1932.

### Cariera de profesor
El a avut o vastă activitate didactică și ca cercetător recunoscut în cercurile de specialitate din țară și străinătate. Ca profesor a slujit la catedra cu devotament și erudiție, mai multe decenii, școala de chimie româneasca, lăsând o impresie de neuitat celor cărora le-a fost profesor. A contribuit la formarea mai multor serii de ingineri chimiști. În anul 1937 a dat concurs pentru ocuparea unui post de profesor la Facultatea de Chimie Industrială a Institutului Politehnic București; fiind acceptat, a funcționat ca profesor șef de catedra până în anul 1955, când a preluat aceeași funcție la Facultatea de Chimie a Universității din București, unde a fost și prorector între anii 1966-1969. Din 1972, când a fost pensionat, a rămas ca profesor consultant. S-a stins din viață la 30 martie 1995. Prin activitatea sa științifică și didactică, P.G. Spacu rămâne o figură reprezentativă a științei românești.

## Contribuții aduse
Dezvoltarea industriei chimice din România este legata de activitatea de cercetător a profesorului Petru George Spacu, care a inițiat domenii noi de cercetare în chimia anorganică și analitică: sinteza fină anorganică; structura compușilor anorganici; chimia elementelor rare. A efectuat studii privind formarea în soluție a unor amine omogene și eterogene, spectrele Raman ale unor complecși stereoizomeri ai platinei și cobaltului și ale unor molecule liniare triatomice. A efectuat cercetări în domeniul chimiei elementelor rare. Este autor al unor metode analitice, chimice și fizico-chimice pentru dozarea unor elemente chimice, a compușilor organici și a unor produse farmaceutice. A elaborat procedee de dezoxidarea, protecția, fluidizarea și curățirea aliajelor de aluminiu-siliciu, de aluminiu-magneziu și pentru aluminiu (1975). Sub conducerea prof. P. G. Spacu au fost efectuate cercetări fundamentale și aplicative de importanta deosebita și au fost rezolvate o serie de probleme ale industriei chimice privind: valorificarea superioara a minereurilor indigene pentru obținerea unor produse semiconductoare; obținerea de materii prime indigene necesare la turnarea unor aliaje de aluminiu, magneziu și cupru; recuperarea platinei din catalizatori uzați. Astfel a obținut sase brevete de invenție, care se aplica și astăzi în industria chimica. Rezultatele cercetărilor sale au fost citate în cărți de specialitate cu mare circulație. A participat cu comunicări la numeroase congrese naționale și internaționale și a ținut conferințe la universitățile din Praga, Bruxelles, Dubrovnik și la opt universități din Germania.

## Distincții
- Ordinul „Steaua Republicii Populare Romîne” clasa a IV-a (13 octombrie 1964) „cu prilejul aniversarii a 100 de ani de la înființarea Universității din București, pentru activitate îndelungată, contribuție în dezvoltarea științei și merite deosebite în dezvoltarea învățămîntului superior”[1]

## Lucrări
Ca urmare a cercetărilor sale și colaboratorilor, a publicat în țară și în străinatate peste 350 de lucrări, dintre care cităm:
- Chimia combinațiilor complexe (1969, 1974) în colaborare;
- Tratatul de chimie anorganică (1974) în colaborare.
- Asupra unei noi clase de amine. Ftalazinotiocianații metalici (1949)
- Contribuțiuni la studiul cloroiodaților : II. O nouă clasă de combinațiuni complexe: tetra-cloro-iodato-metal-amminele (1950)

## Academii
A fost membru al Academiei Române, ales corespondent în 1963, titular în 1990, și al Academiei de Științe de la Göttingen, Academiei Mediteraneene Italia, Societății Franceze de Chimie, Uniunii Internaționale de Chimie Pură și Aplicată.

## Biografie
- Maria, Brezeanu (1974). Mică enciclopedie de chimie. Editura enciclopedică română. p. 108.